# Bakipandeyan
Bakipandeyan is een bestuurslaag in het regentschap Sukoharjo van de provincie Midden-Java, Indonesië. Bakipandeyan telt 3530 inwoners (volkstelling 2010).